# Estación de Boulogne-Ville
La estación de Boulogne-Ville es una de las estaciones de ferrocarril que sirve a la ciudad de Boulogne-sur-Mer, Paso de Calais, departamento del norte de Francia. La otra estación es la estación de Boulogne-Tintelleries.

## Servicios
La estación está situada en la línea Longueau-Boulogne, y es dirigida por los servicios locales de TER Hauts-de-France de Boulogne hasta Lille-Flandes, de Calais-Ville a Amiens y entre Boulogne y Dunkerque. Hay servicios Intercités a Paris-Norte a través de Abbeville, Amiens y Creil. También hay un servicio TGV de Lille-Europe a través de Calais-Fréthun que tarda 55 minutos.
| Estación anterior                       | SNCF                   | Siguiente estación                                              |
| --------------------------------------- | ---------------------- | --------------------------------------------------------------- |
| Estación de Étaples-Le Touquet          | TER GV                 | Calais-Fréthun hacia Lille-Flandes                              |
| Étaples-Le Touquethacia París-Norte     | Intercités             | Terminal                                                        |
| Estación de Pont-de-Briqueshacia Amiens | TER Hauts-de-Francia 2 | Estación de Boulogne-Tintellerieshacia Estación de Calais-Ville |